# Färgek
Färgek (Quercus velutina) är en bokväxtart som beskrevs av Jean-Baptiste de Lamarck. Quercus velutina ingår i släktet ekar, och familjen bokväxter. Inga underarter finns listade i Catalogue of Life.
Från barken erhålls ett gult färgämne quercitron, förr även "kvercitron" eller "qvercitron", och färgeken har tidigare även kallats "kvercitronek". Den gula färgen kommer av glykosiden "quercitrin" ("kvercitrin") C21H20O11.
Arten förekommer i östra USA från Wisconsin och östra Texas österut samt i sydöstra Kanada. I Florida hittas den bara i delstatens norra del. Färgek växer i låglandet och i bergstrakter upp till 1500 meter över havet. Denna ek är vanligare på torr mark men den hittas även i fuktiga områden. Arten ingår i skogar samt i övergångsregionen till prärien.
Med en höjd upp till 30 meter är färgek ett ganska stort träd. På öppna ställen har det en bred krona.

## Bildgalleri

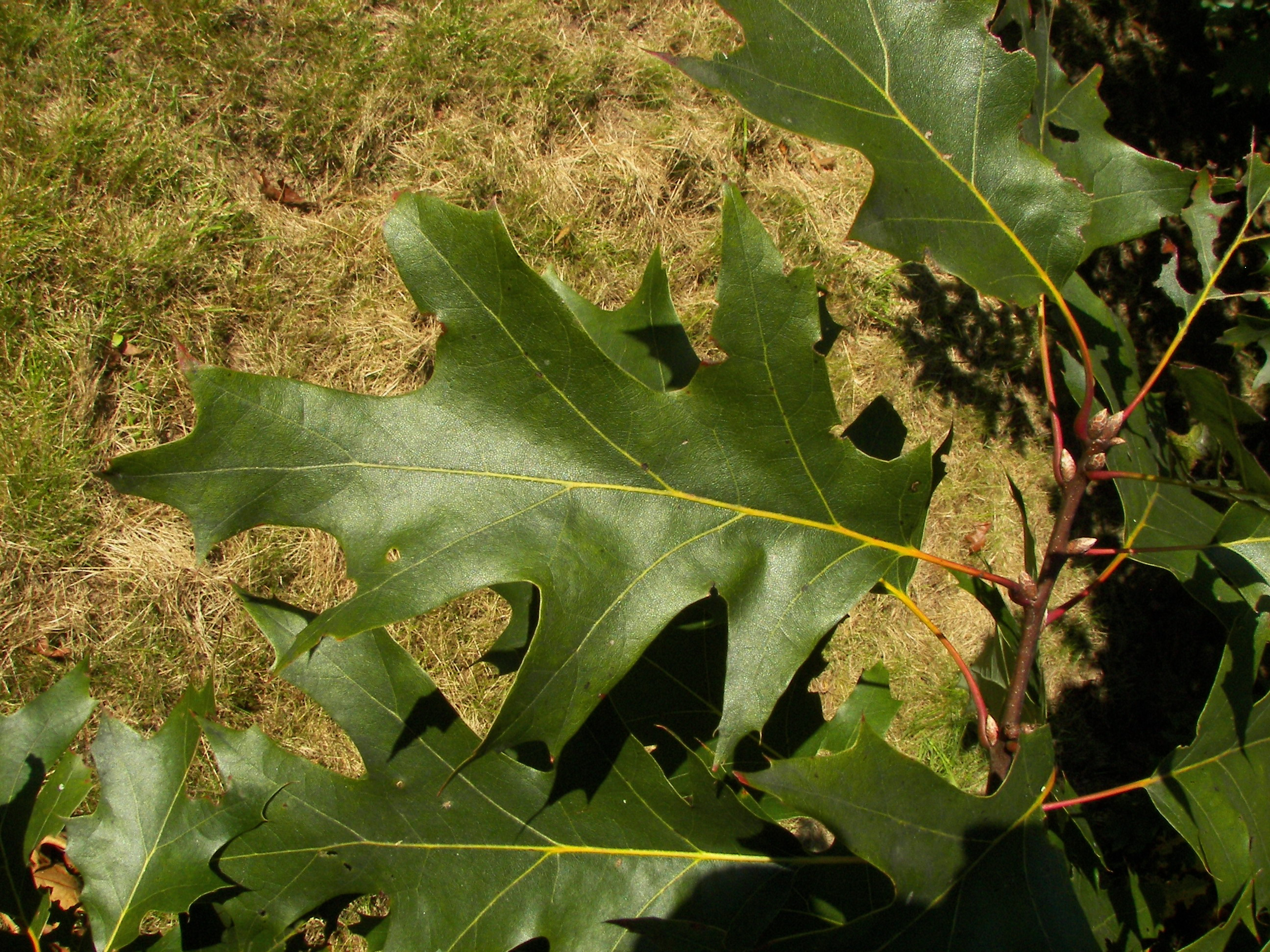
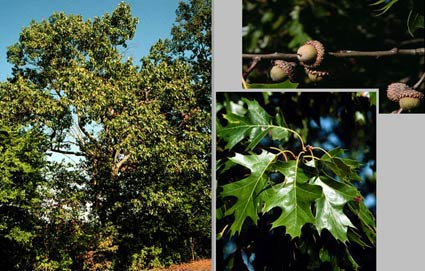
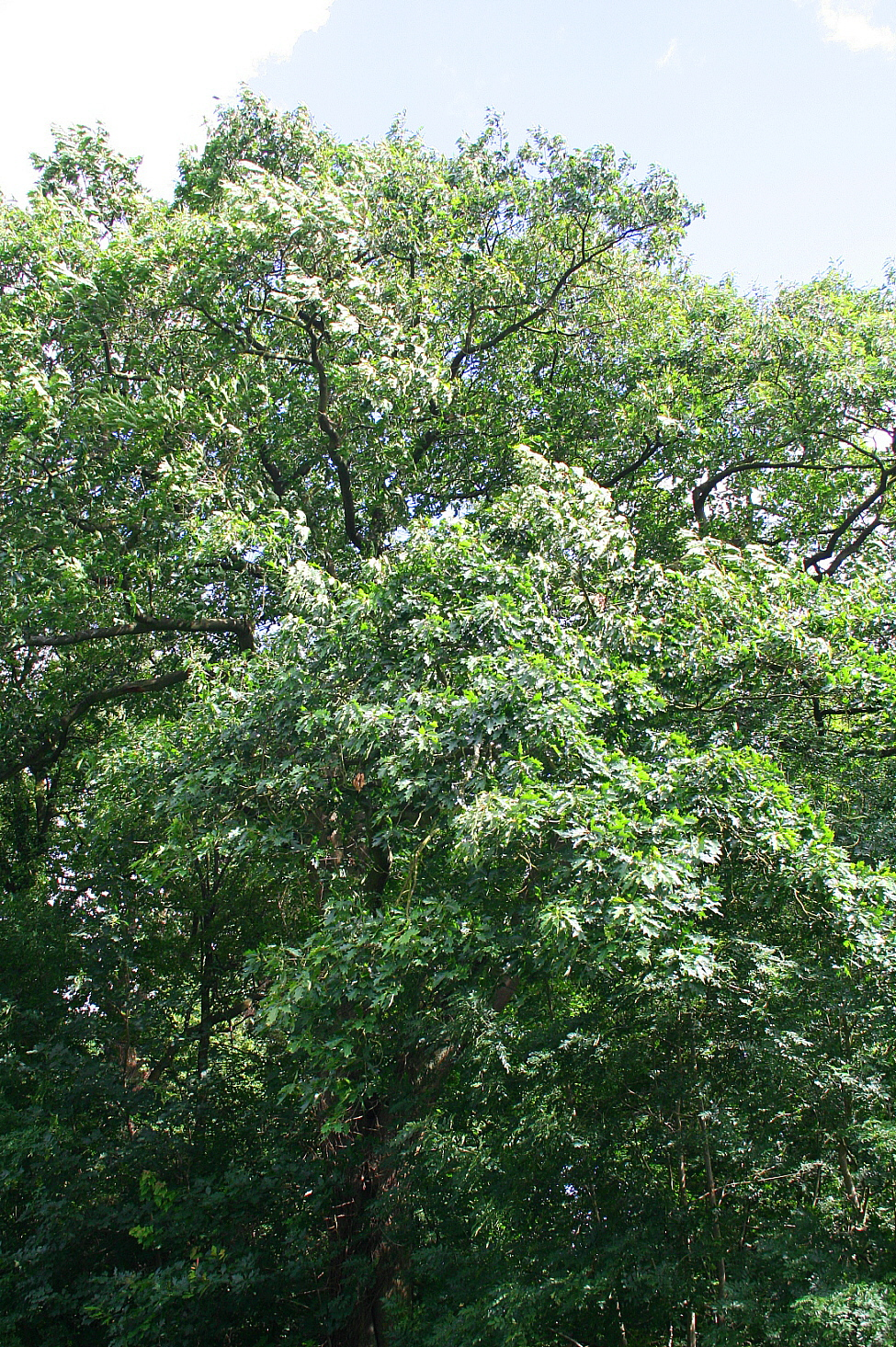
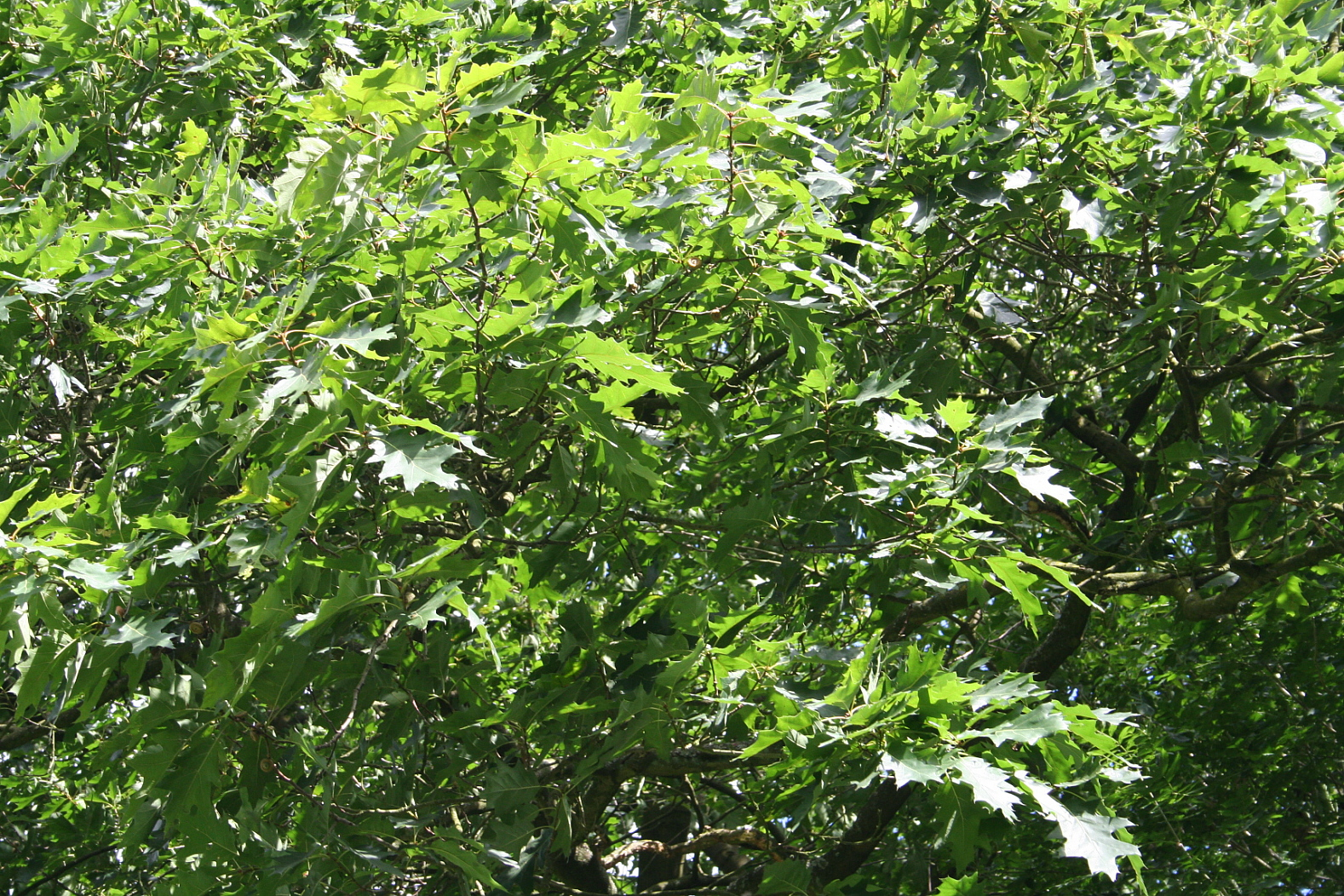
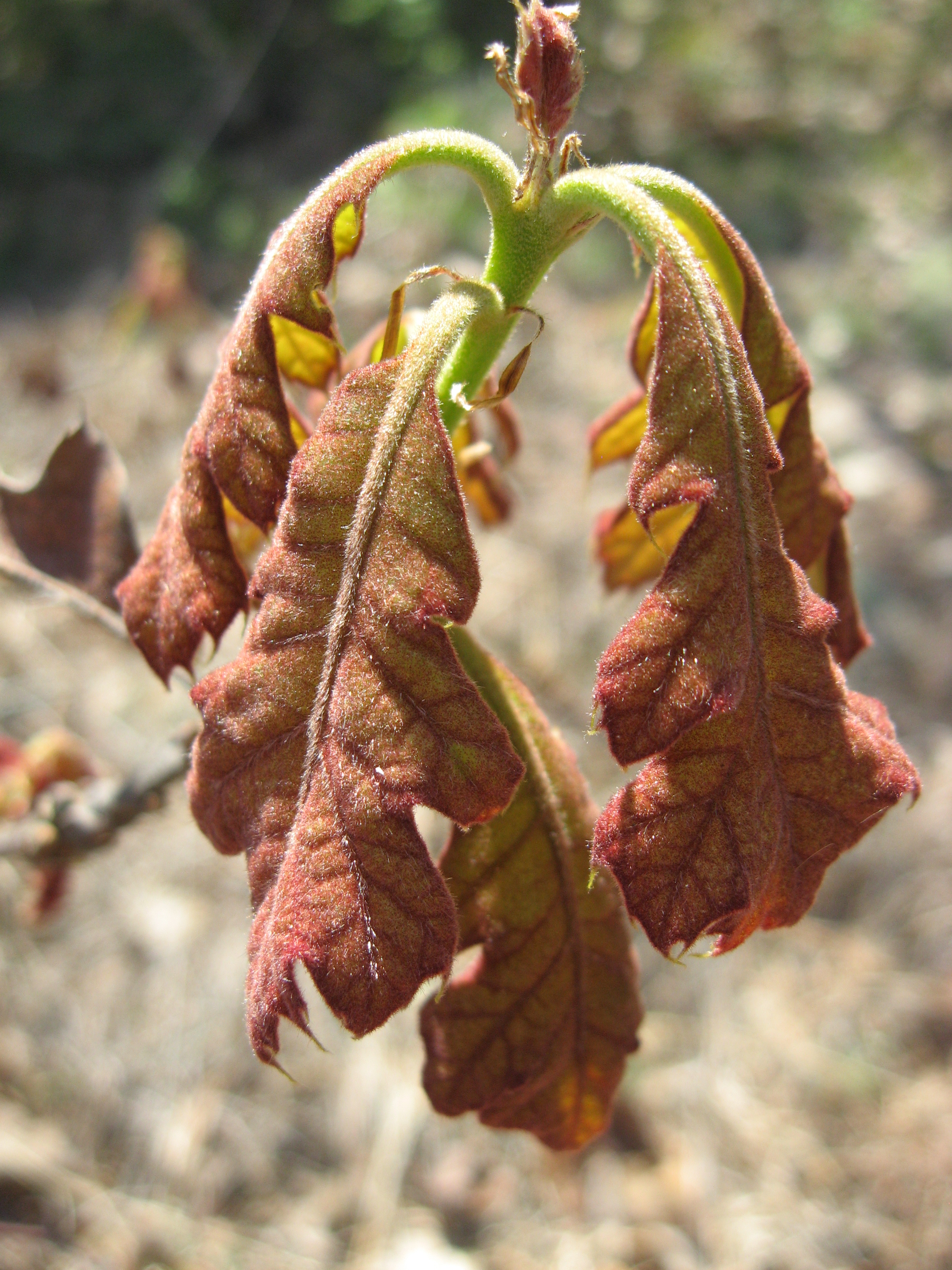